# Valorización
Valorización es una forma de nombrar diversos fenómenos relacionados con las dinámicas en la que los activos obtienen valor en un sistema económico. Es sinónimo de la plusvalía (en la teoría marxista) o de valor agregado: "desde una perspectiva marxista, la plusvalía (o Agregado de Valor) deriva del trabajo. Planteado en estos términos, los análisis marxistas se centran en la relación trabajo/capital y se plantean en términos de acumulación de capital y de distribución de ganancias¨
"El término valor proviene del término latín valere, cuyo significado es ser fuerte. Otro término que comparte la raíz latina es el de Valorización. Este último es definido como la acción de valorizar o atribuir un sentido positivo a la fortaleza en cuestión. El término valorizar, puede reconocer tres acepciones: la primera es la de valorar una mercancía o servicio en el sentido económico, es decir, señalar el precio de la misma. La segunda es la de valorar en el sentido de reconocer, estimar el valor o mérito de algo o alguien. La tercera es la de aumentar el valor de algo. Así, es a la tercera acepción que hace referencia con mayor énfasis el concepto de Agregado de Valor"

Al abordar el concepto de Valor Agregado encontramos que se trata de un concepto económico que se origina en el análisis macroeconómico y que pertenece al dominio de la contabilidad nacional"
Es común que se use en el contexto de los bienes inmuebles para denotar el aumento en su valor según diversas características entre las que está la zona en la que están ubicados o los beneficios percibidos por mejoras en infraestructura y servicios que se reflejan en el valor de venta del mismo en un momento dado"
Es distinto de la participación por plusvalía o impuesto de valorización, aunque es una de las variables que se tiene en cuenta en el cálculo de esta participación, tributo o impuesto.